# Cordon, s'il vous plaît

Cordon, s'il vous plaît (en espagnol : Puerta, joven ou El portero) est un film comique mexicain réalisé en 1949 par Miguel M. Delgado.

## Distribution
- Cantinflas : le concierge
- Carlos Martínez Baena : Don Sebastian
- Silvia Pinal : Rosa Maria
- Oscar Pulido : Elpidio
- Josefina del Mar
- Pepe Martinez